# National Pro Fastpitch
La National Pro Fastpitch (NPF) est le championnat professionnel national des États-Unis de softball féminin. Cinq équipes sont en lice pour la saison 2009 : le Force de Philadelphie, le Glory de Washington, les Racers d'Akron, les Bandits de Chicago et le Thunder de Rockford. La formation du Riptide de la Nouvelle-Angleterre qui opère de 2004 à 2008 ne s'aligne pas en 2009.
La saison régulière de l'édition 2009 se tient du 3 juin au 16 août. Lors de cette phase, chaque équipe dispute 40 matchs.

## Histoire

Ancien logo.

La National Pro Fastpitch (NPF) est créée en 2002 sur les cendres de la Women's Pro Softball League (WPSL) qui opère de 1997 à 2001. Un partenariat avec la Ligue majeure de baseball est à l'origine de la création de la NPF qui commence ses compétitions en 2004.

## Franchises

### Franchises actuelles
| Équipe                | Ville                                               | Stade                            | Saisons                                                      |
| --------------------- | --------------------------------------------------- | -------------------------------- | ------------------------------------------------------------ |
| Racers d'Akron        | Akron (Ohio)                                        | Firestone Stadium                | depuis 2004                                                  |
| Bandits de Chicago    | Elgin (Illinois) (banlieue de Chicago)              | Judson University Softball Field | depuis 2005                                                  |
| Force de Philadelphie | Allentown (Pennsylvanie) (banlieue de Philadelphie) | Bicentennial Park                | depuis 2006                                                  |
| Thunder de Rockford   | Roscoe (Illinois)                                   | Player's Park                    | Thunder du Texas (2004-2006) Thunder de Rockford depuis 2007 |
| Glory de Washington   | Fairfax (Virginie) (banlieue de Washington)         | George Mason Softball Complex    | depuis 2007                                                  |

### Anciennes franchises
| Équipe                            | Ville                        | Stade                 | Saisons   |
| --------------------------------- | ---------------------------- | --------------------- | --------- |
| Heat de l'Arizona                 | Tucson (Arizona)             |                       | 2004-2006 |
| Sunbirds de la Californie         | Stockton (Californie)        |                       | 2004-2005 |
| Brakettes du Connecticut          | Stratford (Connecticut)      |                       | 2006      |
| Riptide de la Nouvelle-Angleterre | Lowell (Massachusetts)       | Martin Softball Field | 2004-2008 |
| Juggernaut de New York/New Jersey | Upper Montclair (New Jersey) |                       | 2004-2005 |

## Palmarès
| saison | champion                          | finaliste                         |
| ------ | --------------------------------- | --------------------------------- |
| 2004   | Juggernaut de New York/New Jersey | Riptide de la Nouvelle-Angleterre |
| 2005   | Racers d'Akron                    | Bandits de Chicago                |
| 2006   | Riptide de la Nouvelle-Angleterre | Brakettes du Connecticut          |
| 2007   | Glory de Washington               | Thunder de Rockford               |
| 2008   | Bandits de Chicago                | Glory de Washington               |
| 2009   | Thunder de Rockford               | Pride d'USSSA                     |
| 2010   | Pride d'USSSA                     | Bandits de Chicago                |